# Italian Service Units
Italian Service Units (Unità italiane di servizio - ISU) fu il nome ufficiale dato dalle autorità statunitensi ai soldati italiani prigionieri di guerra, cooperanti con l'esercito statunitense dopo la proclamazione dell'armistizio di Cassibile (8 settembre 1943).

## Storia
Le forze armate degli Stati Uniti fecero prigionieri molti soldati italiani durante la Campagna del Nordafrica (Operazione Torch), che iniziò nel novembre del 1942 e ne mandò 51.000 negli Stati Uniti. Dopo l'armistizio di Cassibile firmato dal Governo Badoglio l'8 settembre 1943, e dopo che Pietro Badoglio e il Regno d'Italia dichiararono ufficialmente la guerra alla Germania, il 13 ottobre 1943, gli statunitensi cominciarono a vedere i prigionieri di guerra come potenziali alleati. La presa di Roma da parte degli alleati il 4 giugno 1944, motivò diversi prigionieri italiani a passare nelle file degli alleati. Circa il 90% entrò a far parte delle "Service Unit italiane", che operavano negli Stati Uniti e all'estero.

## U.S. Army Service Corps
L'ISU operò come parte dell'Army Service Forces. Agli uomini che si offrirono volontari vennero dati posti di lavoro, un compenso economico e una certa libertà di movimento. Ai prigionieri di guerra era stato promesso che non avrebbero assistito a combattimenti né sarebbero stati inviati all'estero. I 45.000 prigionieri di guerra italiani che si unirono alle ISU vennero trasferiti in luoghi con carenza di manodopera. Queste aree includevano siti costieri, industriali e di deposito negli Stati Uniti. Ogni ISU aveva da 40 a 250 uomini, con un ufficiale italiano come comandante. Le ISU lavorarono sia con personale militare che civile. Andarono a collaborare in agricoltura, ospedali, depositi di armi, porti e centri di addestramento dell'esercito. Ai componenti dell'ISU vennero date divise italiane con insegne e distintivi ISU. Il restante 10% dei prigionieri di guerra italiani (circa 3.000) che non si offrirono volontari o che furono ritenuti pro fascismo rimasero detenuti in campi isolati in Texas, Arizona, Wyoming e alle isole Hawaii. Il più grande campo di prigionia fascista si chiamava "Campo n. 1" a Hereford in Texas. I membri dell'ISU lo chiamavano Campo Dux, che era il nome dei campi giovanili fascisti in Italia. Alcuni chiamavano questi campi camicie nere, in riferimento ai paramilitari fascisti. Alcuni di coloro i quali non si erano offerti volontari erano preoccupati per i membri della loro famiglia che vivevano nell'Italia settentrionale occupata dai tedeschi.
Gli italo-americani degli Stati Uniti hanno iniziato a visitare i campi di prigionia italiani a bassa sicurezza per trovare parenti, amici di famiglia o persone delle loro città natali. Alcune chiese cattoliche organizzarono cene la domenica per gli italoamericani locali che visitavano i prigionieri di guerra italiani nei campi. Questi potevano spesso lasciare il campo, scortati da un soldato statunitense.
Nell'ottobre 1945, le ISU furono sciolte e i loro membri rientrarono in Italia. Come riconoscimento del loro servizio, alcuni membri dell'ISU divennero immigrati statunitensi. La maggior parte arrivò in Italia nel gennaio del 1946. Alla fine della guerra, le ISU avevano contribuito con milioni di ore allo sforzo bellico alleato. Alcuni costituirono legami e relazioni con la gente del posto. Le coppie di prigionieri e donne statunitensi si recarono in Italia per sposarsi prima di tornare negli Stati Uniti, a causa delle quote che limitavano l'immigrazione negli Stati Uniti dopo la guerra.
Esempi di ISU negli Stati Uniti:
- Birmingham General Hospital, California: circa 40 prigionieri italiani dalla campagna del Nordafrica.
- Letterman Army Hospital
- Torney General Hospital
- Santa Anita Ordnance Training Center
- Camp Anza, 8° Italian Quartermaster Service Company.
- Benicia Arsenal, 4° e 50° Italian Quartermaster Service Company.
- Camp Cooke, 140° e 142° Italian Quartermaster Service Company
- Camp Haan, 3° Italian Quartermaster Service Company
- Mira Loma Quartermaster Depot, 150°, 151°, 152°, 153° e 314° Italian Quartermaster Service Company.
- Fort Ord, 132° e 133° Italian Quartermaster Service Company
- Pomona Ordnance Depot, 2° Italian Quartermaster Service Company e 9° Italian Ordnance Medium Automotive Maintenance Company
- Camp Roberts, California, 10° Italian Quartermaster Service Company
- Camp Ross 11°, 26°, 27°, 127°, 128° e 302° Italian Quartermaster Service Company
- San Bernardino Engineer Depot, 101°, 106° e 318° Italian Engineer Base Depot Company
- Presidio di San Francisco, 138° e 141° Italian Quartermaster Service Company
- Camp San Luis Obispo, 15° Italian Ordnance Medium Maintenance Company e 27° Italian Ordnance Heavy Maintenance Company
- Sierra Army Depot, 119° e 68° Italian Quartermaster Service Company
- Camp Stoneman, 18° Italian Quartermaster Service Company
- Yermo Holding and Re-consignment Point, 129°, 13° e 131° Italian Quartermaster Service Company
- Yuma Test Branch at Camp Laguna, per aiutare a costruire e testare ponti di combattimento dal 1944 al 1945.

## All'estero
Oltre 10.350 uomini ISU lavorarono nel Corpo dei Quartieri dell'Esercito degli Stati Uniti (CONAD) in Francia entro la fine del 1944. Gli ISU collaborarono con il 5º Fanteria. Vennero inviati ad aiutare nelle aree con carenza di manodopera. Inoltre, vennero dispiegati in Tunisia e Algeria. Circa 28.000 uomini ISU furono usati per sostenere l'invasione della Francia meridionale, chiamata Operazione Dragoon.

### Italian Army Service Units
Gli italiani che non erano prigionieri di guerra, ma che si erano offerti volontari per aiutare le forze statunitensi e britanniche, furono inseriti nelle unità di servizio dell'esercito italiano. Vennero inseriti in unità U.S.-ITI o unità britanniche-ITI. Le unità di servizio dell'esercito italiano in Italia furono sciolte il 1 luglio 1945.
Diversi altri italiani entrarono nell'Esercito Cobelligerante Italiano, un esercito alleato. Alcune unità alleate vennero denominate Army of the South (Esercito del Sud), o Italian Liberation Corps (Corpo Italiano di Liberazione).